# Sve najljepše od Hari Mata Hari
Sve najljepše od Hari Mata Hari – kompilacja zespołu Hari Mata Hari. Została wydana w 2001 roku.

## Tytuły piosenek
1. „Volio bi' da te ne volim”
2. „Javi se”
3. „Otkud ti k'o sudbina”
4. „Prsten i zlatni lanac”
5. „Strah me da te volim”
6. „Što je bilo, bilo je”
7. „Ja nemam snage da te ne volim”
8. „Reci srećo”
9. „Kad dođe oktobar”
10. „Ja ne pijem”
11. „Ne lomi me”
12. „U pomoć”

## Członkowie zespołu

### Hari Mata Hari
- Hajrudin Varešanović – wokal
- Izo Kolećić – perkusja
- Karlo Martinović – gitara solo
- Nihad Voloder – gitara basowa